# Tournoi de Miami (judo)
Le Tournoi de Miami est une compétition de judo organisée annuellement depuis 2010 à Miami aux États-Unis par la PJC (Panamerican Judo Confederation).

## Palmarès hommes
| Pan American Open | Pan American Open | Pan American Open    | Pan American Open         | Pan American Open | Pan American Open | Pan American Open | Pan American Open |
| Année             | -60 kg            | -66 kg               | -73 kg                    | -81 kg            | -90 kg            | -100 kg           | +100 kg           |
| ----------------- | ----------------- | -------------------- | ------------------------- | ----------------- | ----------------- | ----------------- | ----------------- |
| 2014              | Allan Kuwabara    | Antoine Bouchard     | Marco Maddaloni           | Travis Stevens    | Eduardo Silva     | Hugo Pessanha     | Jose Cuevas       |
| Grand Prix        |                   |                      |                           |                   |                   |                   |                   |
| Année             | -60 kg            | -66 kg               | -73 kg                    | -81 kg            | -90 kg            | -100 kg           | +100 kg           |
| 2013              | Kherlen Ganbold   | Abdulla Abduzhalilov | Dirk Van Tichelt          | Tom Reed          | Asley Gonzalez    | Zafar Makhmadov   | Kim Soo-whan      |
| World Cup         |                   |                      |                           |                   |                   |                   |                   |
| Année             | -60 kg            | -66 kg               | -73 kg                    | -81 kg            | -90 kg            | -100 kg           | +100 kg           |
| 2012              | Diego Dos Santos  | Georg Reiter         | Ronald Girones            | Emmanuel Lucenti  | Asley Gonzalez    | Oreidis Despaigne | Oscar Brayson     |
| 2011              | Juan Postigos     | Leandro Cunha        | Khashbaatar Tsagaanbaatar | Francesco Bruyere | Hugo Pessanha     | Lukas Krpálek     | Dmitry Sterkhov   |
| 2010              | Sergio Pessoa Jr. | Michal Popiel        | Nicholas Tritton          | Diogo Lima        | Alexandre Emond   | Askhab Kostoev    | Kim Sung-bum      |

## Palmarès femmes
| Pan American Open | Pan American Open | Pan American Open  | Pan American Open | Pan American Open     | Pan American Open  | Pan American Open | Pan American Open |
| Année             | -48 kg            | -52 kg             | -57 kg            | -63 kg                | -70 kg             | -78 kg            | +78 kg            |
| ----------------- | ----------------- | ------------------ | ----------------- | --------------------- | ------------------ | ----------------- | ----------------- |
| 2014              | Edna Carrillo     | Eleudis Valentim   | Marti Malloy      | Hannah Martin         | Yuri Alvear        | Kayla Harrison    | Vanessa Zambotti  |
| Grand Prix        |                   |                    |                   |                       |                    |                   |                   |
| Année             | -48 kg            | -52 kg             | -57 kg            | -63 kg                | -70 kg             | -78 kg            | +78 kg            |
| 2013              | Éva Csernoviczki  | Yanet Bermoy       | Marti Malloy      | Clarisse Agbegnenou   | Iljana Marzok (de) | Audrey Tcheumeo   | Megumi Tachimoto  |
| World Cup         |                   |                    |                   |                       |                    |                   |                   |
| Année             | -48 kg            | -52 kg             | -57 kg            | -63 kg                | -70 kg             | -78 kg            | +78 kg            |
| 2012              | Dayaris Mestre    | Yanet Bermoy       | Hana Carmichael   | Yaritza Abel          | Onix Cortés Aldama | Kayla Harrison    | Idalys Ortiz      |
| 2011              | Oiana Blanco      | Romy Tarangul      | Marti Malloy      | Sarah Clark           | Yuri Alvear        | Kayla Harrison    | Karina Bryant     |
| 2010              | Paula Pareto      | Jeanette Rodriguez | Marti Malloy      | Danielli Yuri Barbosa | María Pérez Diaz   | Kayla Harrison    | Rochele Nunes     |